# Oreochromis andersonii
Oreochromis andersonii är en fiskart som först beskrevs av Castelnau, 1861.  Oreochromis andersonii ingår i släktet Oreochromis och familjen Cichlidae. IUCN kategoriserar arten globalt som sårbar. Inga underarter finns listade i Catalogue of Life.